# MIDI timecode
Il codice temporale MIDI (MIDI Time Code) o (MTC) inserisce le informazioni standard del timecode SMPTE come una serie di messaggi MIDI. Ogni messaggio occupa un quarto di fotogramma. Gli user bit non sono inclusi in questi messaggi e vengono trasportati dai messaggi SysEx. I messaggi sono trasmessi come sequenza di otto messaggi, per cui un valore completo di timecode è trasmesso ogni due fotogrammi. Se il flusso dati MIDI è prossimo alla saturazione, i dati MTC possono arrivare in leggero ritardo, comportando così un piccolo errore di jitter: per evitare questo è raccomandabile l'uso di una porta MIDI completamente separata per il timecode.
A differenza del timecode standard SMPTE, la sequenza di otto messaggi MIDI trasporta due bit di flag per identificare la cadenza del timecode:
- 24 Fps (standard per la cinematografia)
- 25 Fps (standard per il video PAL)
- 30/1.001 Fps (timecode drop frame per video NTSC)
- 30 fps (video NTSC monocromatico)

La tecnica MTC permette la sincronizzazione di un sequencer o di una DAW con altri dispositivi in grado di agganciarsi al timecode MIDI, oppure è possibile per questi dispositivi controllare un registratore dotato di timecode SMPTE, tramite l'impiego di un convertitore SMPTE/MTC.